# Конрад I Вителсбах
Конрад фон Вителсбах (на немски: Konrad von Wittelsbach; * 1120/1125; † 25 октомври 1200, Ридфелд при Нойщат на Айш, Бавария) е архиепископ на Майнц (като Конрад I, 1161 – 1165 и 1183 – 1200) и на Залцбург (1177 – 1183, като Конрад III) и кардинал-епископ на Сабина (Dioecesis Sabinensis-Mandelensis) (1166 – 1200), епископ на Сора (1167 – 1174) в Лацио.

## Живот
Конрад е четвъртият син на баварския пфалцграф Ото V от Шайерн-Вителсбах († 1156) и Хейлика от Ленгенфелд († 1170).
Конрад следва в Залцбург и Париж. През 1161 г. Фридрих I Барбароса го прави архиепископ на Майнц и ерцканцлер на империята. Конрад не поддържа антипапа Виктор IV и попада в немилост при Фридрих I Барбароса. През 1165 г. Конрад е лишен от Майнцското архиепископство. През 1177 г. той е компенсиран и получава архиепископство Залцбург.
През 1179 г. Конрад е изпратен от императора заедно с брат му, пфалцграф (бъдещ баварски херцог) Ото I, на дипломатическа мисия в Италия. След смъртта на брат му херцог Ото I през 1183 г. Конрад заедно с вдовицата на херцога, Агнес фон Лоон, става регент на племенника си Лудвиг I. През 1181 г. Конрад е кардиналдекан (Decanus Sacri Collegii), 1183 г. за втори път архиепископ на Майнц. Той подновява катедралата и крепостната стена на града.
През 1197 г. Конрад участва в кръстоносния поход на Хайнрих VI в Палестина. Конрад тръгва обратно в империята през 1199 г. и по пътя умира на 25 октомври 1200 г. при Нойщат на р. Айш, по това време в Унгария. Погребан е в катедралата на Майнц.